# Целоусов, Павел Филиппович
Павел Филиппович Целоусов (1877, д. Тугбулатовская Ключевской волости Глазовского уезда Вятской губернии — ?) — сельский учитель, депутат Государственной думы I созыва от Вятской губернии.

## Биография
По национальности удмурт, крестьянин родом из деревни Тугбулатовская Ключевской волости Глазовского уезда Вятской губернии. Имеет низшие образование, окончил уездное училище. Служил сельским учителем начальной школы, вёл также вечерние классы для взрослых. Учётчик волостного схода, лектор народных чтений, организатор просветительских и политических кружков.
16 апреля 1906 избран в Государственную думу I созыва от общего состава выборщиков Вятского губернского избирательного собрания. Входил в Трудовую группу. Подписал законопроект «33-х» по аграрному вопросу, заявление об образовании комиссии по незаконным действиям администрации и комиссии об образовании местных земельных комитетов. Член Всероссийского крестьянского союза. В 1906 году член редколлегии газеты «Крестьянский депутат». С 17 по 31 мая (30 мая — 13 июня) 1906 года принимал участие в издании и редактировании ежедневной газеты «Известия Крестьянских Депутатов».
10 июля 1906 года в г. Выборге подписал «Выборгское воззвание». В связи с чем в сентябре 1906 г. П. Ф. Целоусов вместе с С. Я. Тумбусовым были высланы за пределы Вятской губернии. В конце 1907 года осуждён по ст. 129, ч. 1, п. п. 51 и 3 Уголовного Уложения, приговорён к 3 месяцам тюрьмы и лишён права быть избранным.
В апреле 1911 года оставался высланным из родной губернии.

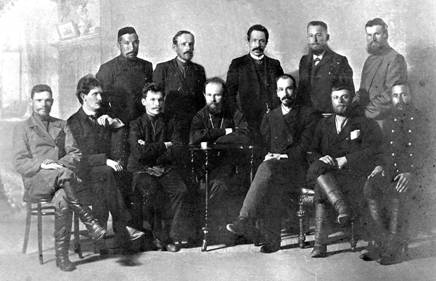
Члены государственной Думы Первого созыва от Вятской губернии. Слева — направо, сидят: С. Я. Тумбусов, В. С. Нечаев, П. Ф. Целоусов, о. Н. В. Огнёв, И. Н. Овчинников, И. О. Кузнецов, Е. П. Мамаев; стоят: Ш. Х. Хусаинов, Н. И. Бирюков, С. В. Ложкин, П. А. Садырин, В. С. Вихарев.

Воевал солдатом в Первую мировую войну. 15 июля 1917 года выступал на Всероссийском съезде мари в городе Бирске Уфимской губернии.
Информация о том, что П. Ф. Целоусов был избран в Учредительное собрание, не подтверждается другими источниками.
Судьба в советское время неизвестна.